# Rio Maior
Pour la freguesia, voir Rio Maior (freguesia).
Rio Maior est une commune portugaise. Elle comprend environ 22 000 habitants pour une superficie de 272,8 km2.

## Démographie
| 1849  | 1900   | 1930   | 1960   | 1981   | 1991   | 2001   | 2004   |
| ----- | ------ | ------ | ------ | ------ | ------ | ------ | ------ |
| 5 405 | 11 645 | 15 150 | 19 356 | 19 894 | 20 119 | 21 110 | 21 621 |

## Économie
L’économie municipale est basée sur les industries extractives (salines), l'agro-pastoralisme, le commerce (détaillant et restauration), ainsi que l’industrie alimentaire.

## Patrimoine
- Villa romaine de Rio Maior
- Salines de Fonte da Bica

## Aire protégée
- Parc naturel des Serras de Aire et Candeeiros